# Lautverschiebungen lateinischer Erbwörter im Rumänischen
Im Folgenden werden die Lautverschiebungen lateinischer Erbwörter im Rumänischen dargestellt, wobei immer zu beachten ist, dass alle heutigen Romanischen Sprachen aus dem im Alltag gesprochenen Vulgärlatein entstanden, während das klassische Latein eine Hochsprache war, die zu offiziellen Anlässen Verwendung fand.

## Hin zum Proto-Rumänischen

### Palatalisierung
Im Vulgärlatein verschoben sich das kurze /⁠e⁠/ und /⁠i⁠/ zur Halbvokal /⁠j⁠/, wenn ein zweiter Vokal folgte. Später palatalisierte dieses /⁠j⁠/ einen darauf folgenden Koronal oder Velar. Bei den Dentalen hängt das Ergebnis davon ab, ob die Wortbetonung vorausgeht oder folgt. Das führte zu folgenden Erscheinungen im Neurumänischen:
- nach Dental:
  - nachtonig:
    - lat. puteum > *pútju > arum. puțu > rum. puț ‚Schacht, Brunnen‘
    - lat. hordeum > *órdju > arum. ordzu > rum. orz ‚Weizen‘

  - vortonig:
    - lat. rōgātiōnem > *rogatjóne > *rogačone > rum. rugăciune ‚Gebet‘
    - vlat. deosum > *djósu > *džosu > rum. jos ‚niedrig, tief‘
- nach anderem Konsonanten:
  - lat. socium > *sókju > arum. soțu > rum. soț ‚Ehemann‘
  - lat. cāseum > *kasju > rum. caș ‚Frischkäse, Quark‘
  - lat. vīnea > *vinja > *viɲe > rum. vie /vije/ ‚Weinberg‘
  - lat. mulierem > *muljere > *muʎere > rum. muiere /mujere/ ‚Frau‘

Vor o werden t und d zu Affrikaten und Alveolaren: Diese Verschiebung ist im Neurumänischen noch produktiv:
credință ‚Vertrauen‘ gegenüber credincios ‚treu‘, oglindă ‚Spiegel‘ gegenüber oglinjoară ‚Spiegelein‘.
Eine j-Metathese fand hier statt:
- lat. rubeum > *robju > rum. roib ‚rot‘

### Vokale
Das klassische lateinische System von langen und kurzen Vokalen wurde im Vulgärlatein vereinfacht. Generell kann man folgende Lautverschiebungen feststellen:
- ī > i
- ĭ und ē > e
- ĕ > ɛ
- ā und ă > a
- ŏ > ɔ
- ō und ŭ > o
- ū > u

Im Balkan und einem Teil Süditaliens gab es folgende Lautverschiebungen:
- ī > i
- ĭ und  > e
- ĕ > ɛ
- ā und ă > a
- ŏ und ō > o
- ū und ŭ > u

Folgende Beispiele werden von Lee zitiert:
- ī > i: filum(Faden) > fir, mille(tausend) > mie
- ĭ > e: circus(Kreis) > cerc, lignum(Holz) > lemn
- ē > e: densus(dicht) > des, stella(Stern) > stea
- ĕ > ɛ   ie: ferrum(Eisen) > fier, pectus(Brust) > piept
- ā > a: latus(Seite) > lat, pace(Friede) > pace
- ă > a: mare(Meer) > mare, sale(Salz) > sare
- ŏ > o: porcus(Schwein) > porc, cornu(Horn) > corn
- ō > o: nodus(Knoten) > nod, olarius(Töpfer) > olar
- ū > u: cruce(Kreuz) > cruce, furca(Gabel) > furcă
- ŭ > u: crudud(roh) > crud, luna(Mond) > lună usw.

Es wird angenommen, dass ae ebenfalls zu *ɛ wurde, wenn es im Latein betont ausgesprochen wurde. Mit der Zeit entstand aus *ɛ die Diphthong */je/.

#### Erweichung unbetonter Vokale
Unbetontes a wurde ă (außer zu Beginn eines Wortes), unbetontes o ist heute u. Später wurde ă zu e, stand es nach palatalen Lauten. Betontes o wurde in manchen Wörtern behalten.
- lat. capra > rum. capră ‚Ziege‘
- lat. vīnea > *vinja > *viɲă > *viɲe > rum. vie /vije/ ‚Weingarten‘
- lat. formōsus > rum. frumos ‚schön‘

#### Veränderung dese
Lateinisches e wurde ă, wenn ein labialer Mitlaut voranging und ein dunkler Vokal in der nachfolgenden Silbe war. Demnach blieb e unverändert, folgte ein e oder ein i.
- lat. mēnsam > *mesa > *măsă > rum. masă ‚Tisch‘, aber:
- lat. mēnsae > *mese > rum. mese ‚Tische‘

- lat. vēndō > *vendu > *văndu > *vându > rum. vând ‚ich verkaufe‘, aber:
- lat. vēndis > *vendi > *vendzi > *vindzi > rum. vinzi ‚du verkaufst‘

### Konsonanten
Einzelne Konsonanten erfuhren keine größeren Veränderungen.

#### Labiovelare
Labialisierte velare Plosive veränderte sich zu einem Labial vor a und zu einem glatten Velar vor anderen Selbstlauten; in Fragewörtern verschob sich anlautendes qu- nie zu p-.
- lat. quattuor > *quattro > rum. patru ‚vier‘
- lat. equa > *ɛpa > *jepa > rum. iapă ‚Stute‘
- lat. lingua > *lemba > rum. limbă ‚Zunge; Sprache‘, aber:

- lat. quid > *ki > rum. ce ‚was‘
- lat. quandō > *kando > *kându > rum. când ‚wann‘
- lat. sanguine > *sangin > rum. sânge ‚Blut‘

#### Labialisierte Velare vor Dentale
Lateinisches ct wurde zu pt, gn zu mn und x zu ps, wobei letzteres oft zu s vereinfacht wurde:
- lat. factum > *faptu > rum. fapt ‚Tat, Tatsache‘
- lat. signum > *semnu > rum. semn ‚Zeichen‘
- lat. coxa > *copsa > rum. coapsă ‚Oberschenkel‘, aber:
- lat. fraxinus > frapsinu (aromunisch) > rum. frasin ‚Esche‘ (ggü banater frapsăn, frapsine)
- lat. laxō > *lapso > *lassu > rum. las ‚ich lasse‘

#### l-Rhotazismus
Intervokalisches l wechselte zu r, lateinisches ll war davon nicht betroffen.
- lat. gelu > rum. ger ‚Frost‘
- lat. salīre > rum. a sări (sărire) ‚springen‘

#### 2. Palatalisierung
Die Mitlaute t, d and s wurden abermals palatalisiert vor i or j (je < ɛ < betontes e):
- lat. testa > *tɛsta > *tjesta > *țesta > rum. țeastă ‚Schädel‘
- lat. decem > *dɛke > *djeke > *dzeče > rum. zece ‚zehn‘
- lat. servum > *sɛrbu > *sjerbu > rum. șerb ‚Leibeigener‘

- lat. dīcō > *dziku > rum. zic ‚ich sage‘

## Veränderungen in der Neuzeit
Manche dieser Verschiebungen fanden nicht in allen ostromanischen Sprachen und Mundarten statt; manche sind in der rumänischen Standardsprache unbekannt.
In südlichen Dialekten wurde dz in allen Umgebungen zu z:
- dzic > zic ‚ich sage‘
- lucredzi > lucrezi ‚du arbeitest‘

dsch wurde zu stimmhaftem sch, wenn ein dunkler Vokal folgte:
- gioc /dʒok/ > joc ‚Spiel‘, aber:
- deget /dedʒet/ ‚Finger‘ änderte sich nicht.

### Einschiebung eines Gleithalbvokales
Dies ist nur bei manchen Wörtern zu finden:
- pâne > pâine ‚Brot‘
- câne > câine ‚Hund‘

Das erklärt auch den Plural von mână ‚Hand‘ – mâini ‚Hände‘ in südlichen Mundarten sowie der Schriftsprache; in anderen Regionen ist câne gebräuchlich.

### Erhärtung des  'ș', 'ț' und 'dz'
Diese Erhärtung ist typisch für die nördlichen Mundarten des Rumänischen. Hier können „sch“, „z“ und „ds“ nur von dunklen Selbstlauten gefolgt werden; die Konsequenz ist die Verwandlung aller hellen zu dunklen Vokalen:
- și > șî ‚und‘
- ține > țânʲe ‚(er/sie/es) hält‘
- dzic > dzâc ‚ich sage‘